# Calle de Lope de Rueda
La calle de Lope de Rueda es una vía pública de la ciudad española de Madrid, situada en el barrios de Ibiza y Goya, distritos de Retiro y Salamanca.

## Descripción
La vía nace de la calle de Alcalá y desemboca en la del Alcalde Sainz de Baranda. Recuerda con el título al dramaturgo del siglo XVI Lope de Rueda. Aparece descrita en Las calles de Madrid (1889) de Hilario Peñasco de la Puente y Carlos Cambronero con las siguientes palabras:

Lope de Rueda. Va desde la calle de Jorge Juan al campo. Es de apertura moderna. Lope de Rueda nació en Sevilla en 1500. Era batidor de oro, pero sus aficiones le llamaban por otro camino, y organizando una compañía de cómicos, se dedicó á dar representanciones en las capitales de España con obras dramáticas que él mismo escribía. Se le considera como el fundador del teatro popular en nuestro país. Juan de Timoneda se encargó de publicar las obras de su amigo Rueda; las principales son: Eufrosina, Medora, Los desengaños, El deleitoso, etc. Murió en Córdoba en 1564.
(Peñasco de la Puente y Cambronero, 1889, p. 300)

## Sucesos
En el verano de 1958, en un piso en el número 57 de la calle, José María Jarabo mató a un anticuario prestamista, a su esposa y a una criada. El suceso fue muy difundido y El Caso logró su edición más vendida.